# Niel Immelman
Niel Immelman (Sud-África, 13 d'agost, 1944 - 7 de juny, 2023) va ser un pianista clàssic sud-africà resident al Regne Unit. Va créixer a Jacobsdal i més tard a Bloemfontein.
Immelman va rebre classes de piano per primera vegada de la seva mare Nettie Immelman. Posteriorment va estudiar al Royal College of Music (RCM) amb Cyril Smith. També va ser alumne d'Ilona Kabos, Lamar Crowson, i Maria Curcio. Quan encara era estudiant al Royal College of Music, Bernard Haitink el va convidar a interpretar la Rapsòdia sobre un tema de Paganini de Rakhmàninov amb l'Orquestra Filharmònica de Londres, com a debut professional.
Immelman es va especialitzar en música per a piano txeca i va fer enregistraments comercials de les obres per a piano de Josef Suk i de Vítězslav Novák, per al segell Meridian. Els seus quatre enregistraments en CD de les obres completes per a piano de Suk van ser el primer cicle complet d'enregistraments comercials.
Immelman va formar part del professorat de piano del RCM. Va ser nomenat membre del RCM l'any 2000. Va formar part regularment del jurat en diversos concursos internacionals de piano.
Niel Immelman va morir d'insuficiència cardíaca el 7 de juny de 2023, als 78 anys.